# 戦極 〜第二陣〜
戦極 〜第二陣〜（せんごく だいにじん）は、日本の総合格闘技団体「戦極」の大会の一つ。2008年5月18日、東京都江東区の有明コロシアムで開催された。

## 大会概要
メインイベントのヘビー級ワンマッチではジョシュ・バーネットがジェフ・モンソンから3-0の判定勝ちを収めた。
Spirit MCウェルター級王者イ・グァンヒ、元UFC世界ヘビー級王者ケビン・ランデルマン、元WEC世界ウェルター級王者マイク・パイルが戦極デビュー。

## 試合結果
第1試合 ライト級ワンマッチ 5分3R
○  北岡悟 vs.  イアン・シャファー ×
1R 0:50 フロントチョーク
第2試合 ウェルター級ワンマッチ 5分3R
○  マイク・パイル vs.  ダン・ホーンバックル ×
1R 4:52 三角絞め
第3試合 ライト級ワンマッチ 5分3R
○  光岡映二 vs.  イ・グァンヒ ×
1R 4:15 チョークスリーパー
第4試合 ミドル級ワンマッチ 5分3R
○  ジョルジ・サンチアゴ vs.  佐々木有生 ×
3R 2:10 腕ひしぎ十字固め
第5試合 ヘビー級ワンマッチ 5分3R
○  中尾"KISS"芳広 vs.  BIG・ジム・ヨーク ×
2R 0:46 TKO（レフェリーストップ：右フック→パウンド）
第6試合 ライトヘビー級ワンマッチ 5分3R
○  ケビン・ランデルマン vs.  川村亮 ×
3R終了 判定3-0
第7試合 無差別級ワンマッチ 5分3R
○  ホジャー・グレイシー vs.  近藤有己 ×
1R 1:40 チョークスリーパー
第8試合 ヘビー級ワンマッチ 5分3R
○  ジョシュ・バーネット vs.  ジェフ・モンソン ×
3R終了 判定3-0